# 華格納槍擊案
華格納槍擊案發生於1913年9月4日德國巴登-符騰堡邦的米爾豪森村（現劃歸米尔阿克），犯人為恩斯特·奧古斯特·華格納（Ernst August Wagner）。因案情相近，此案常與發生於日本的津山事件比較:96-104。

## 案發之前
恩斯特·奧古斯特·華格納在1874年9月22日出生於巴登-符騰堡邦埃格洛斯海姆的村莊中的一個貧農家庭裡面，在十個孩子裡面排行第九。父親的性格驕傲、好強，母親則是愛發牢騷又陰險的性格:160。華格納的父親在他2歲時就過世，之後母親改嫁給別的農夫，直到華格納7歲的時候離婚，之後一家陷入相當貧困的狀態。華格納在學校中的成績優秀並且活潑，榮譽感也強，也很早就展現對異性的興趣。18歲的時候出現沉溺於手淫的癖好，有人說這是因為他內心的情結使然。
華格納20歲通過教師測驗，在各地的學校執教。這個時期華格納身邊的人給他的評價是「禮儀端正、穩重、具親和力」，華格納一心想著要提昇社會地位，有著輕視他人的頃向，同時自許是知識份子，因此喜好使用不含方言的「標準德語」和人交談，似乎自我意識過剩。同時這時候的華格納對文學有著相當興趣，這時候開始撰寫許多的詩歌和戲曲。
1901年華格納赴事件發生地的米爾豪森村任教，和當地一位酒店老闆的女兒發生關係並且讓她懷孕，華格納對她並沒有感情，後來在女方逼迫和眾人勸說之下勉強和她結婚。這件不名譽的事情後來被華格納的上司知道，翌年華格納就調任到別的村莊。在1912年也就是事件發生的前一年，舉家調任到斯图加特附近的代格洛赫。

## 案發經過
1913年9月4日早上約5時，華格納於代格洛赫的自宅中先將妻子和四名子女相繼刺殺。之後騎著腳踏車前往司徒加搭上午8:10分的火車前往北方約12公里處的路德維希堡市。他將腳踏車當作隨身的行李帶上車，並將三把槍、子彈五百發以上和手槍兩隻、皮帶、無緣帽等放在行囊內，另將一把左輪手槍放在上衣內袋中。抵達路德維希堡之後他簡單地用過餐，之後在上午11點的時候拜訪當地的親友，並說「要去迎接米爾豪森村的孩子們」。之後在附近的車站搭上下午1點開往比提希海姆市的火車，再於傍晚7點左右騎著腳踏車從比提希海姆出發，約晚上11點抵達米爾豪森村。
抵達米爾豪森村的華格納四處縱火，對於從房子中逃出來的人們無條件的射殺，最後總計殺死9名村人並且有12人重傷，受害者大多是心臟被射穿，另外也有數匹的家畜遭到流彈波及。華格納本來似乎只想殺掉男性，後來得知有女性死亡感到相當後悔。華格納被兩名警官和憤怒的村人們給擊倒受到重傷後被逮捕，因為此時的傷，華格納後來動手術切除了左手腕。
華格納之後拘留於海爾布隆的拘留所並接受偵查，從而得知華格納原本預計還想殺害自己姊姊一家人，並表示曾想過最後要在路德維希堡宮舉槍自盡的想法。

## 犯案動機
在海爾布隆進行案件審理時華格納接受了精神鑑定時瞭解了其犯案動機。根據其陳述，華格納在米爾豪森村教書的時候，因為酒後亂性而出現獸姦的行為。華格納認為這件醜事已被村人察覺，並且被嘲笑和迫害，因此華格納決心殺害全家之後，接著向村民們復仇後自殺。至於殺害自己孩子的理由則是華格納認為自己死後，孩子們要如何生活，因此一開始就把自己的孩子都殺掉:169。
但是發生事情過後，沒有任何人出來證實華格納曾經獸姦過，因此華格納雖然相當懼怕自己的這件醜事曝光，但是到頭來還是只有華格納本人知道。華格納本人則對於這件事一直不願多談，到死之前都沒有詳細地說明，因此到底經過是如何或是是否真的有獸姦，都已經無從得知。
最後法官判定華格納因為精神問題無行為能力，免於起訴。華格納於1914年2月4日收監於溫嫩登，司徒加特北方20公里處的療養院中的個人病房。這件事情是巴登·符騰堡州司法史上第一次因為被告無行為能力，所以免於起訴的狀況。華格納本人希望被處以死刑，因此憎恨對自己精神鑑定的精神科醫生。

## 事件之後
德國作家赫爾曼·黑塞於1919年發表小說《克萊因與華格納》（Klein und Wagner）中有言及此事。另外奧地利的作家弗朗茨·韦费尔1923年也以寫出以精神病患為主角的戲曲《沉默者》（Der Schweiger），華格納認為這是盗自自己的戲曲，因此激烈地譴責了這個作品。
華格納的餘生都在療養院內度過，之間寫了相當多的戲曲。華格納將這些作品送給曼海姆市的國立劇院的館長，希望能夠在劇院上演，但是被劇院給拒絕。1938年華格納在療養院因為結核病而死亡。

## 外部連結
- 「從殘酷的殺人犯到作家」、來自巴登＝符騰堡州公文資料館網站內的事件紀錄 （德文）
- 華格納槍擊案調查報的PDF版，同上網站 （德文）
- 華格納槍擊案的證言紀錄，同上網站 （德文）
- Mühlhausen an der Enz:米爾豪森村的網站 （页面存档备份，存于） - 可以看到發生槍擊案的村子現在的模樣和紀念碑等資料。（德文）